# دانی فراگوسو
دانی فراگوسو (انگلیسی: Dani Fragoso؛ زادهٔ ۳۱ مارس ۱۹۸۲) بازیکن فوتبال اهل اسپانیا است.
از باشگاه‌هایی که در آن بازی کرده‌است می‌توان به باشگاه فوتبال چیواس یواس‌ای، باشگاه فوتبال آلباسته بالومپیه، باشگاه فوتبال آلکورکون، باشگاه فوتبال بارسلونا بی، و باشگاه فوتبال کادیس اشاره کرد.